# Refuge Wallon
Le refuge Wallon-Marcadau est un refuge de montagne situé à 1 865 m d’altitude dans la vallée du Marcadau, dépendant administrativement de la commune de Cauterets dans le département des Hautes-Pyrénées en région Occitanie. Entièrement rénové de 2020 à 2022, c'est un des plus grands refuges des Pyrénées avec 113 places en dortoir.

## Toponymie
Son nom vient du pyrénéiste Paul Édouard Wallon. Parfois nommé refuge du Marcadau, en lien avec la vallée des Pyrénées dans laquelle il se situe, on trouve le nom refuge Wallon-Marcadau dans les documents de la Commission syndicale de la Vallée de Saint-Savin.

## Histoire

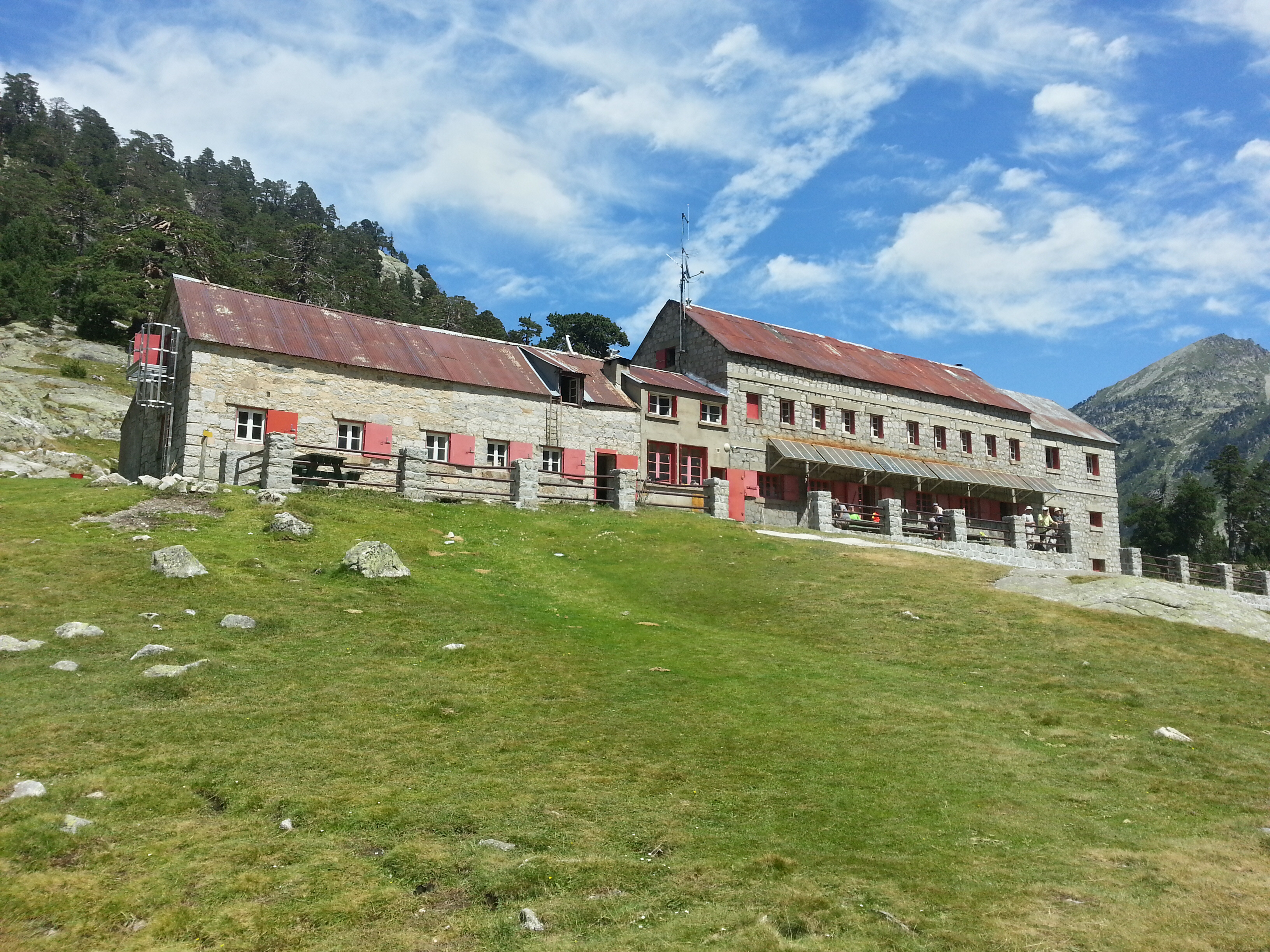
Le refuge Wallon-Marcadau en 2013.

La première pierre date de 1909 pour le refuge Wallon-Marcadau. En 1923 est construit le refuge du Marcadau. Les deux bâtisses proches ont été reliées par ajouts successifs de bâtiments.
À la belle époque, il sert d’hôtellerie de montagne, géré par le Touring club de France grâce à un bail emphytéotique de 99 ans qui lie la collectivité d’abord au Touring-club de France, jusqu’à sa faillite, en 1992, puis à la section de Tarbes du Club alpin français avant que la FFCAM n'en perde la gestion en 2020.
Autrefois accessible par une voie carrossable, celle-ci a été fermée à la circulation.
Propriété de la Commission syndicale de Saint-Savin depuis le 1er janvier 2010, celle-ci l'a fait réhabiliter entre 2020 et 2022. Totalement fermé au public jusqu'en août 2022, il est de nouveau ouvert au public. Le programme de restructuration et de réhabilitation depuis mai 2020 et la réalisation d’un captage d’eau pour alimenter le refuge depuis septembre 2020 ont été réalisés en deux phases. Les façades historiques ont été conservées.

## Caractéristiques et informations

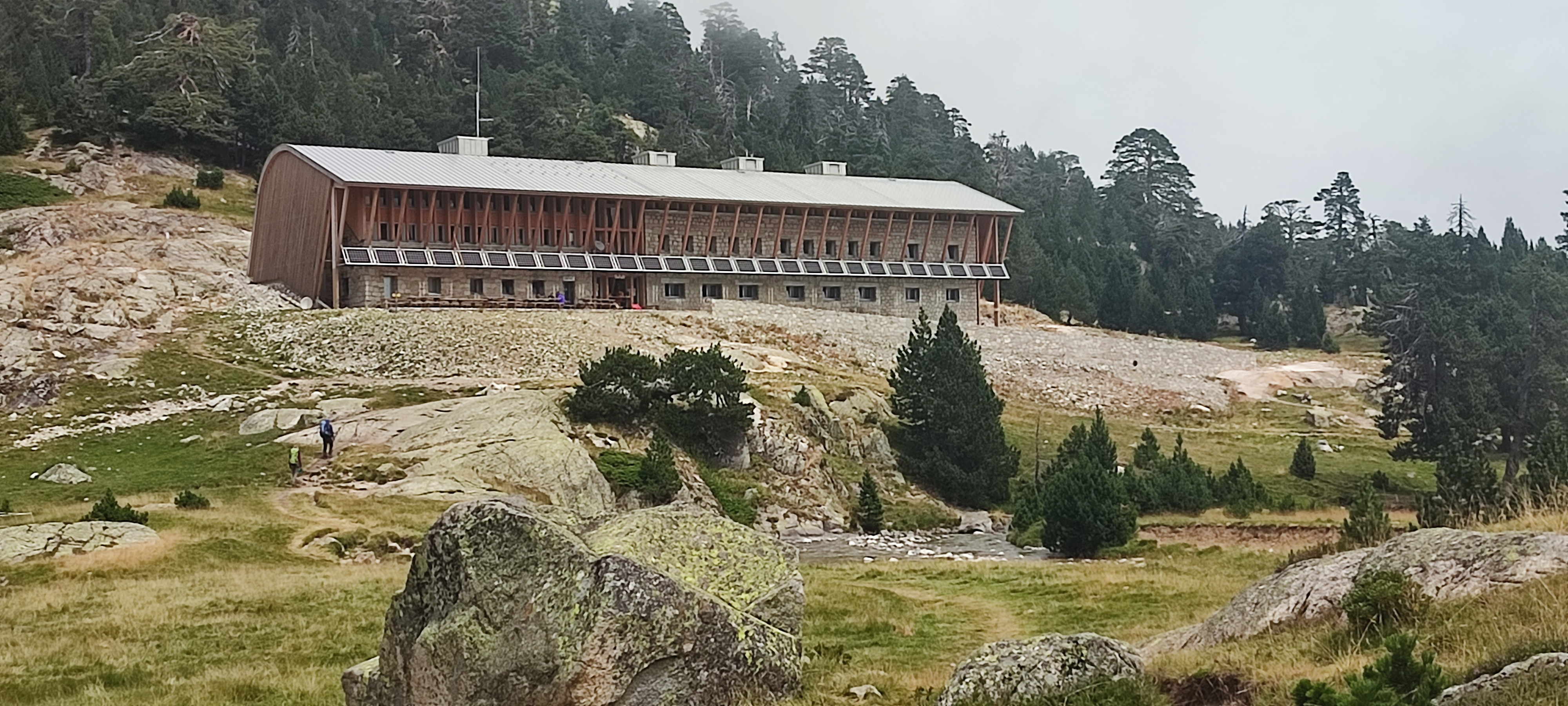
Le refuge Wallon-Marcadau en 2023, après restauration.

Il est situé au cœur du parc national des Pyrénées, en zone Natura 2000 et en site classé.
L'un des plus grands refuges des Pyrénées françaises se compose de deux parties : la plus ancienne, la partie ouest dite Wallon qui correspond au refuge d'origine et la partie est dite Marcadau, plus récente.
Le refuge est gardé de fin décembre à début novembre en continu.
Avant sa réhabilitation, il était équipé de trois cuves à gaz pour le chauffage. Son alimentation électrique était d'origine solaire, ce qui permettait de passer des appels de secours car la zone n'est pas couverte par le réseau de téléphonie mobile.
Après sa réhabilitation, avec une couverture en inox, il comporte 113 places en dortoir, été comme hiver. Après la captation d'une source et la liaison par canalisation avec le refuge, il possède désormais sa propre petite centrale hydroélectrique, une pico-centrale ce qui lui permet de proposer des douches chaudes ainsi qu'un générateur photovoltaïque. Un groupe électrogène est prévu en cas de besoin. Dans la partie nord, se trouvent la cuisine fonctionnant au propane, les réserves et les locaux techniques. Au sud, on trouve les espaces de repas et les dortoirs. Il est chauffé grâce à un poêle bouilleur à granulés. Il possède des toilettes sèches.

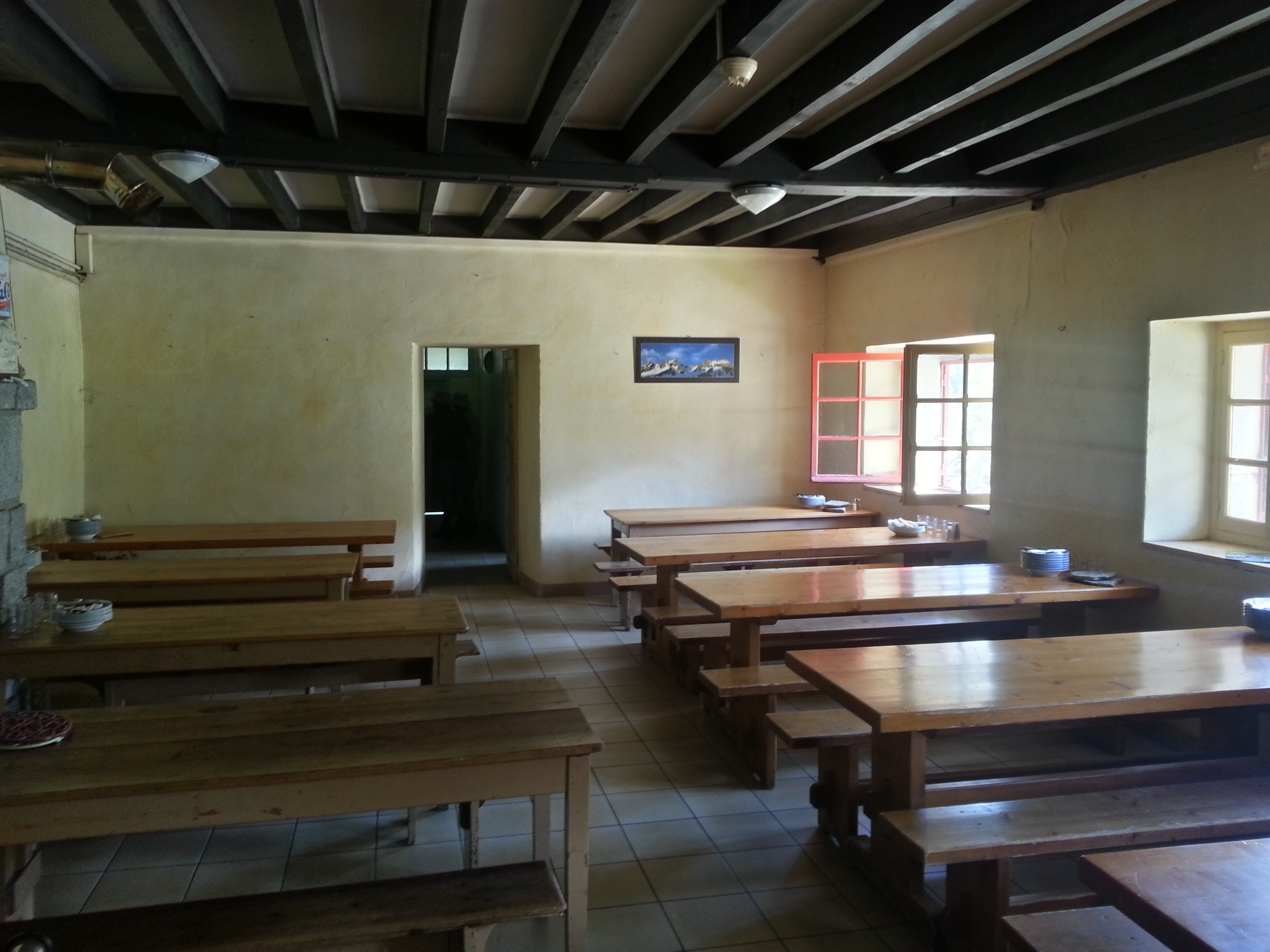
Une salle à manger.
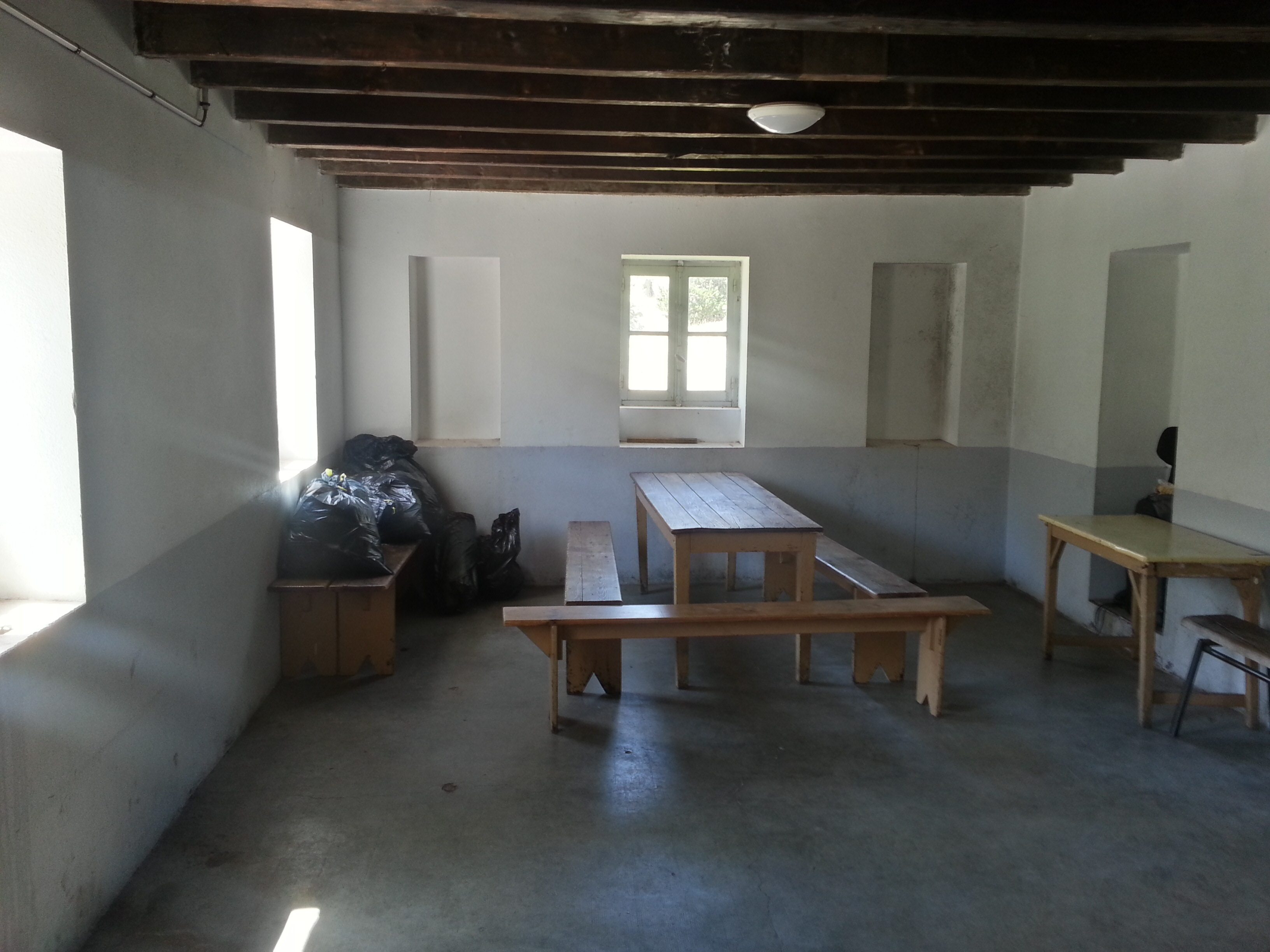
Une pièce.
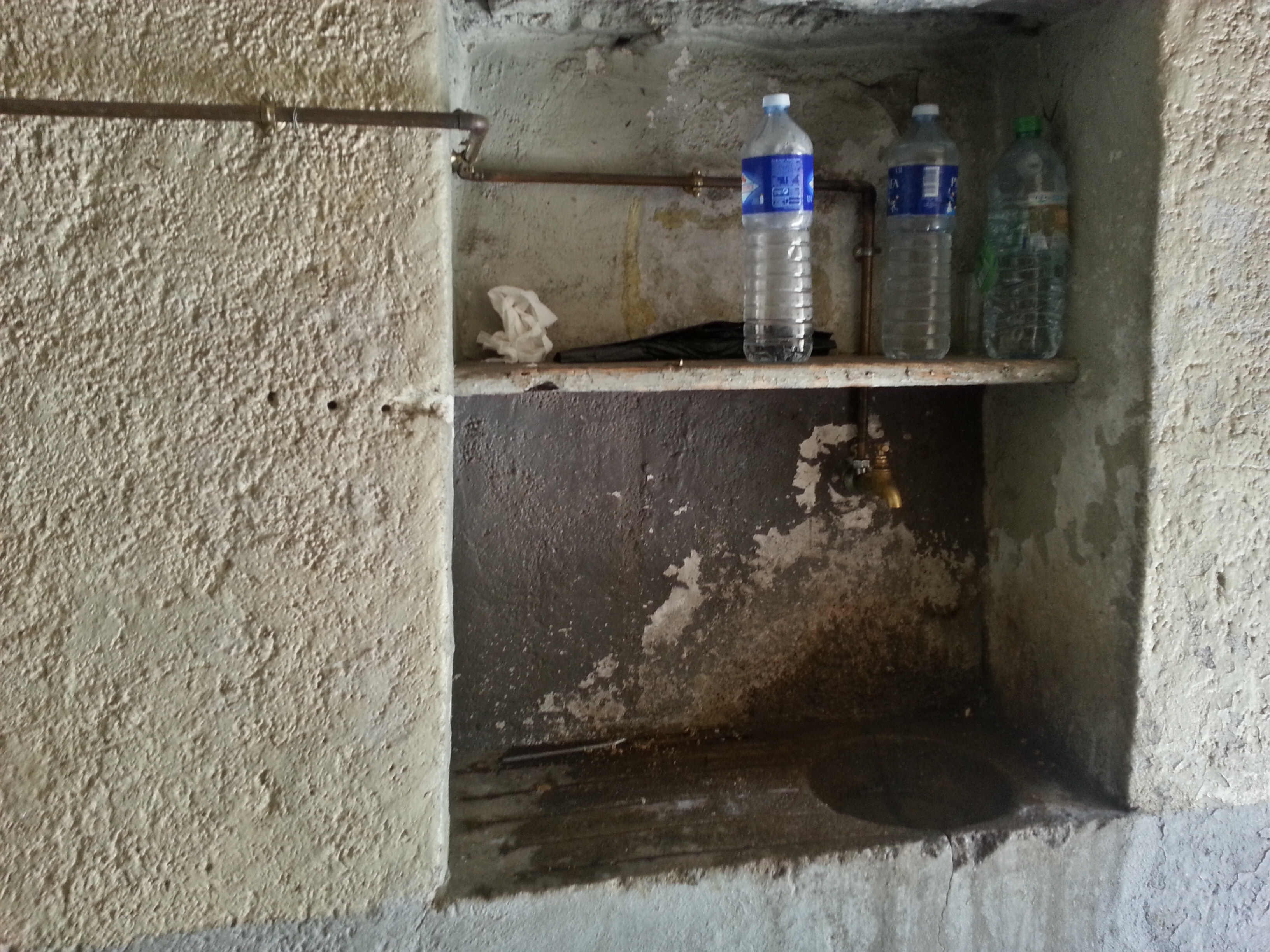
Un point d'eau potable.
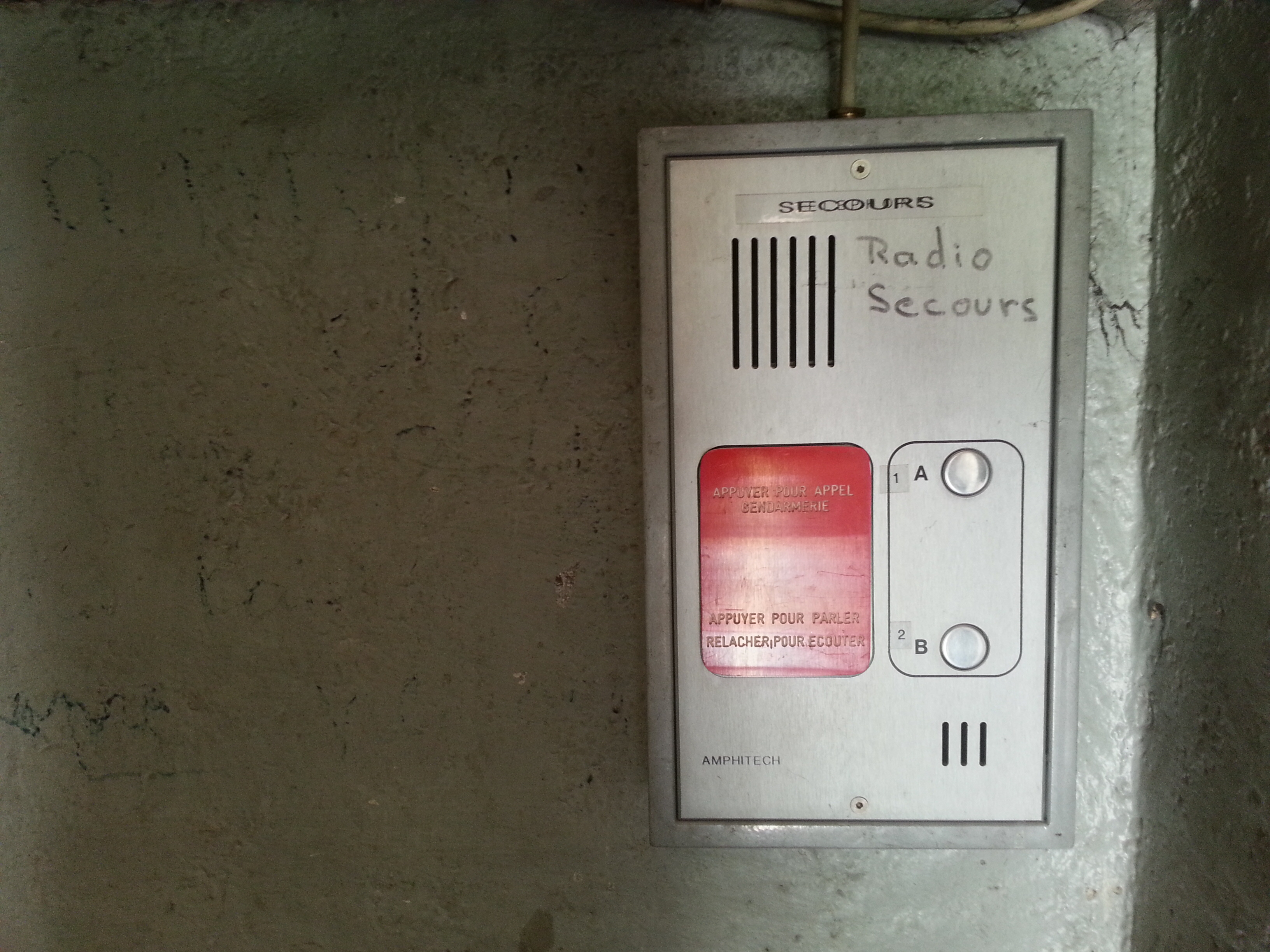
Le téléphone d'urgence.

## Accès
Le refuge est accessible depuis Cauterets en suivant un sentier le long du gave du Marcadau. Il se situe à 2 h 30 à pied du Pont d'Espagne.

## Ascensions
Au départ du refuge, on peut rejoindre le Cambalès, le vallon d'Arratille ou la Grande Fache, point culminant de la vallée à 3 005 m.

## Traversées
On peut relier la vallée d'Ilhéou, au nord, et le refuge d'Ilhéou (1 988 m) par les lacs de l'Embarrat et par le col de la Haugade (2 310 m) ; le refuge des Oulettes de Gaube par Aratille et le col des Mulets. Il permet de rejoindre Panticosa, en Espagne, par le port du Marcadau, le refuge de Respomuso par le col de la Fache, le refuge de Bachimaña par le port du Marcadau. Il est sur le parcours de la Haute randonnée pyrénéenne.